# 伊藤俊輔 (ライフセーバー)
伊藤 俊輔（いとう しゅんすけ、1986年9月24日 - ）は、日本のライフセーバー。
東京都出身。館山サーフライフセービングクラブ所属。
かつては子役タレントとして芸能活動を行っていたことがあり、NHK教育『天才てれびくんシリーズ』てれび戦士（出演期間1997年度 - 2000年度）としても知られている。

## 略歴
- 芸能事務所オフィスワタナベに所属、芸能界入り。
- 2005年3月 - 芸能界を引退。
- 2008年 - 三洋物産インターナショナルライフセービングカップ2008 U-22日本代表。
- 2009年 - 三洋物産インターナショナルライフセービングカップ2009 U-22、第19回インターナショナルジャーマンカップ2009日本代表。
- 2010年3月 - ライフセーバー日本代表強化指定選手に選抜、世界最大規模のライフセービング選手権大会として知られる全豪選手権に派遣される[1]。
- 2010年4月1日 - 天てれ部活動のライフセービング部員を招集する元てれび戦士の役で『天才てれびくんMAX』に出演[2]。

## 主な成績
2006年
- 第21回全日本学生ライフセービング選手権サーフレース2位

2008年
- 第23回全日本学生ライフセービング選手権オーシャンマン3位、オーシャンマンリレー1位

2009年
- 第22回全日本ライフセービング種目別選手権サーフレース1位、オーシャンマンリレー1位

2010年
- 第23回全日本ライフセービング種目別選手権サーフレース1位

## 出演

### テレビドラマ
- 3年B組金八先生第6シリーズ（2001年、TBS）川根 役
- 火曜サスペンス劇場 警部補 佃次郎（12）死にいそぐ女（2001年、日本テレビ）
- 土曜ワイド劇場 神父・草場一平の推理 殺意の祈り（2004年、テレビ朝日）大社達也 役

### 映画
- レッドラバーボール（2002年）

### バラエティ
- 天才てれびくんシリーズ（NHK教育テレビ） - てれび戦士
  - 天才てれびくん（1997年4月8日 - 1999年4月2日）
  - 天才てれびくんワイド（1999年4月5日 - 2001年3月29日）

### その他のテレビ番組
- さわやか3組（1997年、NHK教育）

### オリジナルビデオ
- かぶしき・虎の巻